# Bad Romance
Vous lisez un « bon article » labellisé en 2011.  Il fait partie d'un « bon thème ».
Singles de Lady Gaga
Paparazzi
(2009) Telephone
(2010)
Pistes de The Fame Monster
Alejandro
(2)
Bad Romance est une chanson de l’artiste américaine Lady Gaga. Il s’agit du premier single issu de son deuxième album studio, The Fame Monster. Le morceau est produit par le producteur marocain RedOne. Il est inspiré de la paranoïa que Gaga a vécue lors de sa première tournée, au début de 2009. Après le piratage de la version démo du morceau, Gaga interprète pour la première fois la chanson, lors de la semaine parisienne de la mode, au défilé printemps/été du styliste Alexander McQueen, le 6 octobre 2009. Cet événement est suivi par la sortie de la pochette officielle du single. Composée avec un tempo similaire aux précédents singles de Gaga, Bad Romance comporte une transition musicale parlée et des refrains. Le titre est écrit par Gaga lors de sa tournée The Fame Ball Tour et est associé à la musique allemande techno-house. Au niveau des paroles, elle évoque l’existence d'un amour avec son meilleur ami.
Les critiques contemporaines lui donnent pour la plupart des évaluations positives, comparant la chanson avec le second single de Gaga, Poker Face. Depuis sa sortie en 2009, Bad Romance a atteint le numéro un du hit-parade britannique, irlandais, canadien, suédois, allemand, autrichien et danois, ainsi que la seconde place du hit-parade américain, australien et néo-zélandais. Le vidéoclip musical l'accompagnant a lieu dans un pavillon de bains publics où Gaga est enlevée par des top-modèles qui la droguent et la vendent à la mafia russe pour qu’elle accomplisse des services sexuels. Le clip reçoit une réponse positive pour son innovation, sa folie et pour l'intrigue symbolique qui y règne.
Gaga interprète Bad Romance dans un grand nombre d’émissions et de téléréalités, dont Saturday Night Live et Gossip Girl, ainsi que dans de grandes cérémonies telles que les American Music Awards 2009. L’interprétation en scène clôt le Monster Ball Tour, où elle chante le morceau dans un gyroscope géant. Rolling Stone classe le titre en neuvième position dans leur palmarès des 25 meilleures chansons de 2009. La chanson est considérée comme étant le plus grand succès de la chanteuse.
Le 31 décembre 2018, le vidéoclip dépasse le milliard de vues sur Youtube.

## Développement

Gaga accompagnée de ses danseurs et d'un orchestre aux États-Unis, chantant Bad Romance lors d'une apparition dans l'émission matinale The Today Show en juillet 2010.

Bad Romance est le premier single de The Fame Monster, faisant suite aux cinq singles commercialisés de The Fame. Avant sa sortie officielle, une version démo de la chanson fait son apparition sur Internet, ce qui incite Gaga à commenter via son twitter « Mon prochain single a été divulgué, mes oreilles saignent. Attendez tous la vraie version ». Le 3 octobre 2009, elle interprète un bref passage du morceau dans le Saturday Night Live, avec un medley de Poker Face et de LoveGame,. La première véritable interprétation de Bad Romance a lieu lors de la fin du défilé de mode Printemps/Été 2010 du couturier Alexander McQueen, à la semaine parisienne du prêt-à-porter, le 6 octobre 2009. La pochette du single est dévoilée le 15 octobre 2009. Bill Lamb de About.com fait l'éloge de la couverture en déclarant : « Gaga a un talent pour créer de belles images accompagnant sa musique et ses prestations scéniques ». La version officielle, c’est-à-dire celle présente dans l’album, est mise en ligne le 21 octobre 2009 sur le profil MySpace de Gaga et deux semaines plus tard, a été écoutée plus d’un million de fois sur cette même plateforme. Gaga explique que Bad Romance est une des chansons qu’elle a écrites au début de 2009, lors de son Fame Ball Tour. Toutes les chansons écrites pendant cette période représentent un « monstre », autrement dit une peur qu’elle a affrontée durant cette période. Un de ses « monstres » est celui de l’amour, symbolisé par Bad Romance. Dans une interview pour le magazine Grazia, Gaga en dit plus sur ce qui inspira la chanson en affirmant :

« J’ai écrit Bad Romance lorsque j’étais en Norvège, dans mon autobus de tournée. Je me suis ensuite rendue en Russie, puis en Allemagne, j’ai donc passé beaucoup de temps dans l’est de l’Europe. Il y a cet incroyable style de musique allemande, la house-techno, que j'ai découvert là-bas et qui m'a inspiré dans la composition musicale de la piste. J’ai un peu voulu quitter les années 1980, de sorte que les refrains aient plus l’air d’une mélodie des années 1990, c’est donc également dans cela que j’ai puisé mon inspiration. Il y avait certainement un peu de whisky à l’origine de toutes ces idées qui m’ont permises d’écrire la chanson. Celle-ci traite d’une histoire d'amour avec mon meilleur ami. »

## Composition
Selon MTV, le morceau a un tempo similaire à l'un des précédents singles de Gaga, Poker Face. Le morceau commence par une partie du refrain, sous forme de transitions parlées, « Rah-rah-ah-ah-ah/Roma-roma-mah/Gaga-ooh-la-la ». Le pont est suivi par des batteries et les sons produits par les arrangements de claviers. Le premier couplet est suivi d'un pont où Gaga chante : « You know that I want you boy/And you know that I need you/I want you bad, your bad romance » qui se traduit par « Tu sais que je te veux garçon/Et tu sais que j’ai besoin de toi/Je veux ta mauvaise, ta mauvaise romance ». Par la suite, le refrain commence, Gaga chantant à plein poumons : « I want your love/And I Want your revenge/You and me could write a bad romance [...] Caught in a bad romance » qui se traduit par « Je veux ton amour/Et je veux ta revanche/Toi et moi pouvons écrire une mauvaise romance [...] Prise dans une mauvaise romance ». La chanson contient également un court refrain où Gaga pousse la chansonnette en français en disant : « Je veux ton amour/Et je veux ta revanche/Je veux ton amour ».

Gaga accompagnée de ses danseurs en Suède, chantant Bad Romance tout en exécutant une chorégraphie, lors d'un spectacle du Monster Ball en mars 2010.

D’après About.com, la musique est réellement adaptée pour accompagner toutes sortes de défilés de mode. Slant Magazine déclare que la mélodie comporte des synthèses new wave et de nombreux crochets qui paraissent sans fin. Les journalistes du The Independent estiment, quant à eux, que les refrains ont des influences provenant du groupe disco Boney M., tandis que les reporters du magazine The Guardian écrivent que le titre rappelle la musique de Depeche Mode, plus particulièrement celle de leur cinquième album studio Black Celebration, sorti en 1986,. Côté technique, le titre se situe dans une signature rythmique commune 4/4 et son tempo moyen est de 119 battements par minute. Il est composé dans la tonalité de la mineur, avec un rythme vocal commençant dans une tonalité faible, la troisième de fa, puis dans une haute, la deuxième de sol. La chanson suit la progression harmonique de la m-do-fa-do-sol dans les couplets et fa-sol-la m-do-fa-sol-mi dans les refrains.
Les paroles traitent des aspects d’une mauvaise relation mais cela change au cours de la chanson lorsque Gaga commence à aborder le thème de la mode. Lors de l'interview du 2 novembre 2009 pour le talk-show d’Alexa Chung, le It's On with Alexa Chung, Gaga souligne qu’elle a introduit un clin d’œil aux films d’Alfred Hitchcock dans les couplets, lorsqu’elle chante « I want your psycho, your vertigo shtick/Want you in my rear window/Baby you’re sick » qui se traduit par « Je veux ta psychose, tes sueurs froides/Te veux dans ma fenêtre sur cour/Bébé tu es malade ». Elle déclare : « Ce que je suis en train de dire est : Je veux que ton côté le plus profond, sombre soit effrayé de tout partager avec quelqu'un, parce que je t'aime beaucoup ».

## Accueil critique

Gaga en novembre 2009 lors du troisième spectacle du Monster Ball au Canada, chantant Bad Romance.

Bad Romance reçoit majoritairement des avis positifs de la part des critiques. Bill Lamb de About.com commente que « le chant de Lady Gaga est présentement à son apogée, il est en quelque sorte un léger bruit qui fuit puis revient doucement, et vice versa. [...] Si vous aviez peur que le prochain album de Gaga soit sans émotion, un simple produit commercial, la mélodie et les paroles de Bad Romance devraient grandement contribuer à les dissiper ». Il ajoute également que la chanson est une des meilleures de l’album. Gill Kaufman de MTV a quant à lui affirmé que le « rythme minimaliste de la chanson est très entraînant [...] ce morceau transporte les gens dans un état extatique, les pulsations erasuresque présentes dans les refrains contribuent à ce sentiment, mais quelque chose manque malgré tout à cette chanson, comparé aux grands tubes de Gaga sortis jusqu’ici ». Christopher John de The Wall Street Journal fait l’éloge du côté accrocheur de Bad Romance et Sal Cinquemani de Slant Magazine considère le morceau comme l'un des meilleurs de l’album en expliquant que « si nous pouvions fixer une date sur la mélodie, nous croirions qu’elle a été faite dans les années 1980 ». Kitty Empire de The Guardian estime que ce sont des singles comme Bad Romance qui font la comparaison entre Gaga et Madonna. Paul Lester de la BBC décrit le morceau comme « plaisant » et le compare à l'art visuel d’Andy Warhol. Pitchfork place Bad Romance à la 39e place des cent meilleures chansons de 2009, la qualifiant d'« épique ».
Plus réservée, Monica Herrera de Billboard juge que « Bad Romance n’est pas aussi accrocheuse que les précédents singles de Gaga qui étaient tous très entraînants, mais il s’agit tout de même d’une sympathique chanson appelant au sexe ». De même, Daniel Kreps de Rolling Stone, dans une courte critique à propos de la version initiale qui a été piratée, déclare que la piste est comparable à Poker Face et qu’elle n’est pas à la hauteur des précédents singles de Gaga. Deux mois après, Jon Dolan qualifie, dans le même site, Bad Romance de « chant teutonique, tout comme Alejandro une parodie d'ABBA : les célébrités ne cherchent pas à être originales ». Plus radicale, la Boston Public Healt Commission, une association conservatrice, a classé Bad Romance à la dixième position de son « Top 10 des chansons les plus malsaines émotionnellement, ».
Quelques critiques vont également essayer de situer le style de la chanson : Simon Price de The Independent affirme que les premières paroles de la chanson : « I want your ugly, I want you disease » qui se traduit par « Je veux ta laideur, Je veux ta maladie » donne un ton et une nature gothiques au morceau aussi présent dans l'ambiance générale de The Fame Monster. Edna Gundersen de USA Today écrit : « Alimentée par les synthétiseurs, Bad Romance comporte une certaine férocité qui nous donne l’envie de danser ». Michael Hubbard de MusicOMH affirme que le refrain du morceau est l'un des meilleurs que Gaga ait créé. Mikale Wood de Los Angeles Time considère quant à lui le titre de style « Europpopy ».

## Performance dans les hit-parades
Le 14 novembre 2009, Bad Romance commence son ascension à la neuvième position du Billboard Hot 100, le classement des singles aux États-Unis. Les 142 000 copies numériques vendues cette semaine-là sont en grande partie la raison de cette entrée en haut du hit-parade. Deux semaines après, la chanson atteint sa plus haute position dans le classement, la deuxième, devenant la troisième chanson de Gaga la mieux placée dans le Hot 100, derrière Just Dance et Poker Face qui ont toutes deux atteint la première position du classement. Les ventes numériques ont engendré 49 % des bénéfices de la piste, ce qui lui a entre autres permis d’atteindre le sommet du hit-parade Hot Digital Songs, qui représente les ventes numériques de singles aux États-Unis. Selon Nielsen Soundscan, le morceau a atteint en tout plus de 4 millions de ventes numériques aux États-Unis, permettant ainsi à Gaga de devenir la première artiste à vendre 4 millions d'exemplaires de plus de trois singles différents, en l'occurrence Just Dance et Poker Face. Bad Romance débute dans le classement Pop Songs à la 38e position et par la suite, le 16 janvier 2010, il atteint la première position du palmarès, devenant par la même occasion le cinquième single consécutif de Gaga à trôner sur ce hit-parade,. La même semaine, la chanson atteint aussi la première position du classement Hot Dance Club Songs. Selon Nielsen Broadcast Data Systems, Bad Romance a établi le record du plus grand nombre de diffusions radiophoniques en une semaine, surpassant ainsi Leona Lewis qui avait en 2008 obtenu cet honneur avec la chanson Bleeding Love, avec ses 10 859 diffusions sur 130 stations de radios différentes surveillées par Billboard. Toutefois, à peine quelques semaines plus tard, le record est à nouveau franchi, cette fois-ci par Kesha et sa chanson Tik Tok.

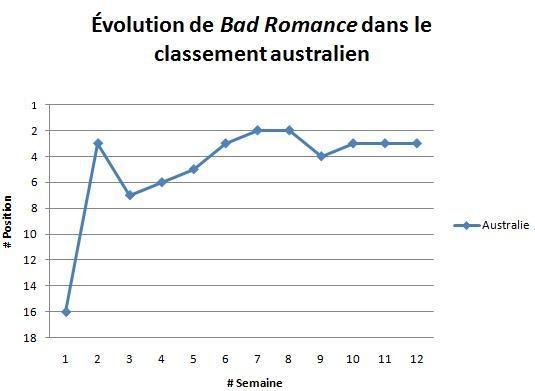
Évolution du classement de Bad Romance en Australie lors des dix premières semaines.

En Australie, la chanson entre le 2 novembre 2009 dans le ARIA Charts à la seizième position et à la 33e place du New Zeland RIANZ, le hit-parade des ventes de singles en Nouvelle-Zélande,. La semaine suivante, Bad Romance atteint la troisième position de l’ARIA Charts, faisant d’elle la chanson ayant connu la plus grande progression. Après sept semaines dans le hit-parade, le morceau se classe à la seconde position du classement australien et troisième place du classement néo-zélandais,. Le 29 octobre 2009, Bad Romance entame sa progression dans le classement irlandais, le Irish Singles Chart, à la 20e position, et atteint six semaines plus tard la première position de ce hit-parade. Au Canada, la chanson fait sa première apparition dans le Canadian Hot 100 en 58e position et atteint la semaine suivante le sommet du palmarès canadien, devenant le troisième single de Gaga à se classer en première position dans ce pays. Après avoir été détrôné pendant deux semaines par le single de Kesha, Tik Tok, Bad Romance retrouve la première place du classement canadien.
Lors de sa première entrée dans le hit-parade du Royaume-Uni, le titre se classe dans le top 20 du classement britannique, le UK Singles Chart, à la 14e position. En décembre 2009, Gaga voit son troisième single se classer en tête du hit-parade au Royaume-Uni. C’est donc ainsi qu’elle est devenue la première artiste féminine à classer trois de ses singles à la première position au Royaume-Uni en moins d’un an. Deux semaines plus tard, tout au début de 2010, Bad Romance atteint à nouveau la première place du hit-parade, Gaga est donc devenue la seconde personnalité du XXIe siècle à classer un même single à la première place du hit-parade britannique sur deux semaines séparées. Elle devient également la première artiste à classer des singles en première position au Royaume-Uni dans les deux décennies de 2000 et 2010. En Suède, la chanson commence par se classer à la troisième place et, après deux semaines, elle atteint la première position du hit-parade suédois,. En Europe, la piste se classe simultanément pour la première fois dans les classements nationaux en Autriche, en Belgique (néerlandophone et francophone), en République tchèque, au Danemark, en Finlande, aux Pays-Bas, en Norvège et en Suisse. Au niveau continental, la piste commence par se positionner à la 40e place du classement européen, le European Hot 100 Singles, puis le 23 janvier 2010, Bad Romance atteint le sommet du hit-parade, pour finalement rester à cette place pendant deux semaines,.

## Clip vidéo

### Développement
Dans une interview pour Rolling Stone, Gaga confirme que le réalisateur de films Francis Lawrence a dirigé le clip et qu’elle est impressionnée par le résultat de la version finale. Elle explique qu’elle « réalise que l’habileté de Lawrence en tant que réalisateur est bien plus élevée que ce qu'elle peut faire ». Son équipe créative personnelle, la Haus Of Gaga, gère la direction artistique de la vidéo. La première diffusion du vidéoclip a lieu le 10 novembre 2009. Gaga a brièvement expliqué son expérience de travail avec Francis en disant :

« Je voulais quelqu’un qui possède une expérience considérable pour réaliser des vidéoclips musicaux pops, car mon plus grand défi en travaillant avec des réalisateurs est que je sois en quelque sorte la réalisatrice ; j’écris le scénario, je trouve les tenues et je décide de la façon dont ça se passe. C’est donc vraiment difficile de trouver des réalisateurs qui renoncent à toutes ces tâches pour plaire à l’artiste. [...] Mais Francis et moi travaillons ensemble. [...] C’est une collaboration. Il est réellement un talentueux réalisateur de films et de vidéoclips. Il a dirigé Je suis une légende et je suis une grande admiratrice de Will Smith, donc je savais qu’il pourrait construire la vidéo d’une manière qui me représente, qui exprime mes bizarreries ainsi que mes idées psychotiques. [...] Mais tout cela a pour but de rendre le clip pertinent pour le public. »

Gaga créée une paire de lunettes avec des lames de rasoir, car elle estime que cela permet de représenter la rudesse d’une femme. Elle souligne qu’elle « voulait créer une paire de lunettes modernes pour certaines de [s]es anciennes petites copines. [...] Les lunettes sont conçues pour que les lames de rasoir restent sur le côté de [s]a bouche. [...] La création d’accessoires signifiant quelque chose [l]’intéresse, cela est un de [s]es futurs projets. Cet objet est en fait destiné à résumer cette phrase : « Tous ces vêtements sont mon bouclier, mon arme, mon sens de la gloire, ils sont mon monstre » ». Toujours en matière de mode, la combinaison en latex blanc présente dans la vidéo est créée à partir du costume porté par le loup Max dans le film Max et les Maximonstres. Elle porte aussi des souliers Alexander McQueen de trente centimètres de haut.

### Scénario
Le concept de la vidéo représente Gaga enlevée par un groupe de top-modèles qui la droguent, puis la vendent à la Mafia russe. Tout le clip se déroule dans une salle de bains publics blancs et fluorescents,. La vidéo commence avec Gaga assise sur son trône, vêtue d’une veste dorée et de lunettes faites de lames de rasoir.

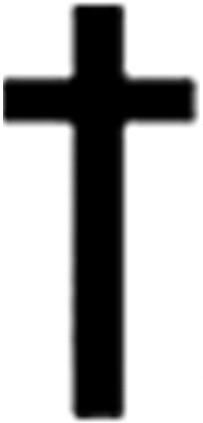
Croix présente dans le clip de Bad Romance à la.

Elle est entourée de plusieurs personnes ainsi que de sa « signature », ses deux dogues allemands. Elle met alors son doigt sur la touche sourdine d’un haut-parleur MP3, à partir duquel le synthétiseur fait une introduction instrumentale au vidéoclip, en se fiant à la Fugue en si mineur extraite du Livre 1 du Clavier bien tempéré écrit par Jean-Sébastien Bach. C’est alors que, quelques secondes après l’arrêt du haut-parleur, la réelle mélodie débute. Une lumière commence à défiler sur les murs de la salle de bain éclairant l'inscription « Bath Haus of Gaga » écrite en lettres rouges. Des cercueils blancs en forme d'œuf sont alignés, l'un d'entre eux portant l'inscription « Monster » en rouge avec une croix de la même couleur. Un groupe de danseurs, habillés d'une tenue de latex blanc recouvrant leur tête, à l'exception du bas de leur visage et se terminant en forme de couronne sur la tête, en sort alors. Peu après, Gaga surgit à son tour de son cercueil, vêtue d’une tenue similaire à celle des danseurs, qui se mettent soudain à danser derrière elle.
Lorsque le refrain de la chanson commence, deux femmes vêtues d’un ensemble blanc déshabillent et droguent Gaga en la forçant à boire un verre de vodka. Puis, au moment où s’entame le second couplet, Gaga, vêtue d’une tenue cousue uniquement de diamants et coiffée d’une sorte de couronne — faite elle aussi de diamants — effectue une danse pour séduire un groupe d’hommes qui enchérissent pour l’acheter. Peu après, elle se dirige à quatre pattes vers l’un des hommes, joué par le mannequin slovaque Juri Bradač, et fait une lap dance sur celui-ci. À la suite de cela, il augmente son offre en devenant le meilleur enchérisseur. Lorsque le refrain est joué pour la troisième fois, Gaga est habillée d’une longue robe faite d’un ours polaire et de grandes lunettes Carrera. Elle se dirige lentement vers l’homme, qui, assis sur un lit, est en train de retirer sa chemise. Entrecoupé par des scènes où elle danse vêtue d’un habit rouge et de longues bottes noires, en compagnie de ses danseurs, Gaga regarde indifféremment son acheteur et retire sa robe ainsi que ses lunettes. Subitement, le lit s’enflamme, le feu emportant le mannequin qui y est toujours assis. La vidéo se termine alors avec Gaga assise sur le lit brûlé recouvert de cendres. À côté d’elle se trouve son acheteur dont il ne reste que le squelette. Finalement, elle fume une cigarette, tandis que son soutien-gorge pyrotechnique se met à cracher des étincelles de feu. Une partie des fans semble avoir reconnu dans cette dernière scène une allusion directe à Amy Winehouse et à son mariage désastreux, symbolisant une « Bad Romance ».

### Réception
Tim Stack de Entertainment Weekly compare certaines des chorégraphies du clip à celles de la vidéo de Michael Jackson, Thriller. Il déclare que Gaga « n’a jamais été aussi belle que dans les gros plans où elle ne porte pas de maquillage et est simplement elle ». Jennifer Cady de E! se révèle également impressionnée par la vidéo et commente : « Ce vidéoclip nous permet d’apprécier tout ce que Gaga a actuellement apporté à la musique pop. Elle est passionnante à regarder, pure et simple. [...] Nous avons besoin de quelqu’un comme Gaga pour réellement apporter tout ça. Gaga met tant d’honnêteté et de minutie dans ses réalisations qu’on se sent vivant et énergique ». Daniel Kreps de Rolling Stone estime que les scènes du clip rappellent le travail de Stanley Kubrick. Il ajoute que dans Bad Romance, Gaga se lance dans ses idées les plus folles. Jocelyn Vena de MTV affirme que la vidéo est symbolique et décrit que « l'ancienne Gaga est partie, voici la toute nouvelle Gaga, celle qui semble prendre plaisir à repousser les limites musicales et à explorer toutes sortes de tendances sexuelles ». Il a en outre expliqué que le clip est un témoignage de la brillance dont Gaga peut faire preuve en tant qu’artiste et qu’elle utilise au service d'une forme artistique de vidéo afin d'innover et de la guider vers la prochaine étape de sa carrière. The Wall Street Journal note que Gaga est l’une des rares artistes contemporaines et actuelles de la pop qui comprend l’art du spectacle, de la mode, de la controverse et de la chorégraphie — toutes les choses que Madonna et Michael Jackson maîtrisaient eux aussi parfaitement dans les années 1980. Bill Lamb de About écrit que « tout comme la chanson, la vidéo fait exploser tous vos sens jusqu’à ce que vous soyez noyés dans l’audio et l’originalité visuelle de tout cela ». Enfin, Evan Sadwey de PopMatters estime que la chanson est plus compréhensible en regardant son vidéoclip. Côté récompense, la vidéo s'avère tout aussi bien accueillie. Le 3 août 2010, elle accumule dix propositions pour les MTV Video Music Awards 2010 dans les catégories de la meilleure cinématographie, de la meilleure édition, de la meilleure direction artistique, des meilleurs effets spéciaux, de la meilleure chorégraphie, de la meilleure réalisation, du meilleur vidéoclip dance, du meilleur vidéoclip pop, du meilleur vidéoclip d'une artiste féminine et de la vidéo de l'année, égalant ainsi le record de Peter Gabriel qui, avec sa vidéo Sledgehammer, était nommé en 1987 dix fois pour un seul clip aux MTV Video Music Awards. Le 12 septembre 2010, le vidéoclip remporte en fin de compte sept des récompenses sur les dix catégories dans lesquelles il avait été nommé.

## Interprétations en direct

Gaga en janvier 2010 à New York aux États-Unis, chantant Bad Romance, lors de la nouvelle version du Monster Ball.

Une partie de la chanson est interprétée dans le Saturday Night Live, le 3 octobre 2009. Lors de cette interprétation, Gaga porte un habit complexe appelé « L’Orbite », créé par Nasir Mazhar et son groupe de production artistique, la Haus of Gaga. Décrite par Gaga comme une « installation de mode », elle se constitue d’anneaux métalliques qui tournent autour de la personne la portant. Après avoir terminé son interprétation de LoveGame, Gaga s’assoit sur son piano et joue une version acoustique du refrain de Bad Romance,.
Gaga interprète également la chanson dans la série dramatique Gossip Girl — épisode The Last Day of Disco Stick. La prestation a lieu lors d'un spectacle privé organisé par le personnage Blair Waldorf. Dans une interview pour MTV, Gaga explique que sa décision de faire une apparition dans la série a été encouragée par sa sœur, Natali. Elle a aussi déclaré qu’elle ne veut pas que sa prestation soit sans rapport avec le scénario mais qu’elle désire plutôt qu’elle soit coordonnée avec l’épisode en question. Elle a donc travaillé avec les scénaristes pour incorporer son interprétation dans l’intrigue. La prestation inclut plusieurs échelles, qui symbolisent la malchance. Dans celle-ci, Gaga porte une robe de plus de 10 mètres de long. Selon la productrice exécutive de la série, Stephanie Savage, les paroles de Bad Romance chantées lors de l’épisode ont été quelque peu modifiées pour s’adapter à Gossip Girl. L’interprétation commence avec un plan sur deux grandes portes d’où Gaga émerge vêtue d’une longue robe rouge. Par la suite, elle monte sur une échelle et y chante certaines parties du morceau. Ses danseurs se mettent ainsi à danser autour de l’échelle tandis qu’elle continue à chanter puis elle se retire de la pièce.
La chanson est interprétée au American Music Awards 2009, couplée avec Speechless dans un medley. Gaga y est habillée d’une tenue couleur chair. Elle est enveloppée de passepoil blanc ainsi que d’un chapeau fait de même matière et contenant des clignotants lumineux. L’ensemble est recouvert de grandes barres blanches imitant les côtes et la colonne vertébrale. La prestation commence avec Bad Romance et la danse de Gaga autour de la scène, puis enfin, brisant une boîte en verre où était enfermé un piano, elle interprète un medley de Speechless et Bad Romance en version acoustique. Le morceau est aussi joué sur le The Jay Leno Show, dans lequel Gaga porte une paire de lunettes noires ainsi qu’une veste de la même couleur accessoirisée d’épaulettes qui s’étendent au-dessus de sa tête. Ses danseurs masculins portent, quant à eux, des costumes entièrement noirs et une cagoule S&M ne laissant apparaître que leurs yeux et leur bouche.
Pour la troisième fois, les deux chansons, Bad Romance et Speechless, sont interprétées en medley dans le cadre du talk-show The Ellen DeGeneres Show, le 25 novembre 2009. Gaga a par ailleurs aussi chanté le morceau dans le télé-crochet britannique The X Factor, le 6 décembre 2009 : l’interprétation s'est déroulée dans une baignoire géante de plus de quatre mètres de longueur, et, vers la fin, dans des toilettes tout aussi grandes, où un piano était caché. Bad Romance est interprété lors du The Monster Ball Tour, en tant que chanson de clôture. Elle exécute le morceau lors de la partie américaine de la tournée vêtue d’un costume blanc inspiré des années 1980, avec des épaulettes exagérément hautes ainsi qu’un pantalon très large. La scène se déroule dans un immense gyroscope qui surgit du haut de la scène accroché à un fil de fer,.

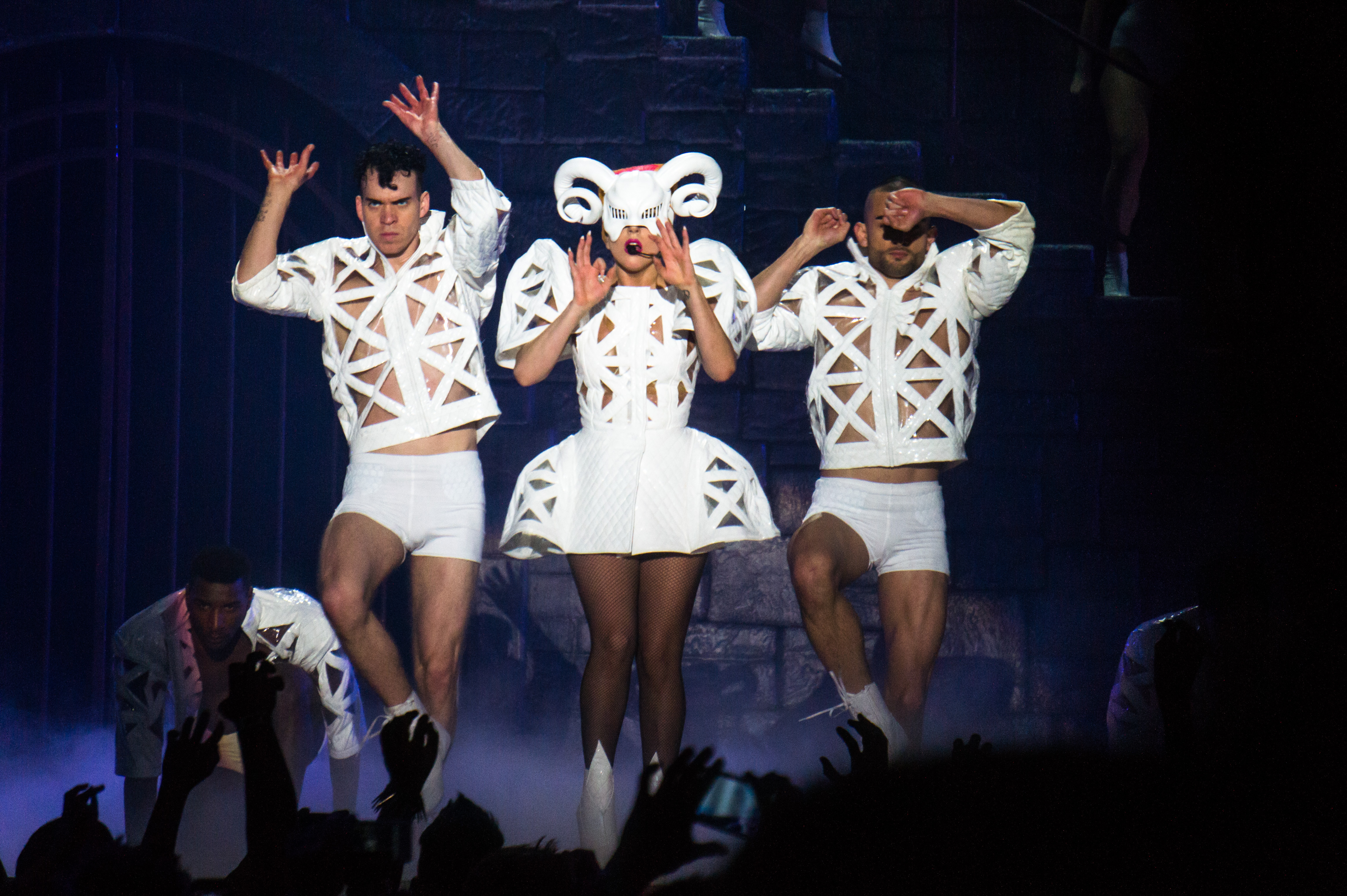
Lady Gaga chantant Bad Romance durant sa troisième tournée mondiale, The Born This Way Ball Tour

L'artiste interpréta aussi Bad Romance lors de sa troisième tournée mondiale The Born This Way Ball dans un costume blanc avec un masque représentant le signe astrologique de la chanteuse (Bélier). 

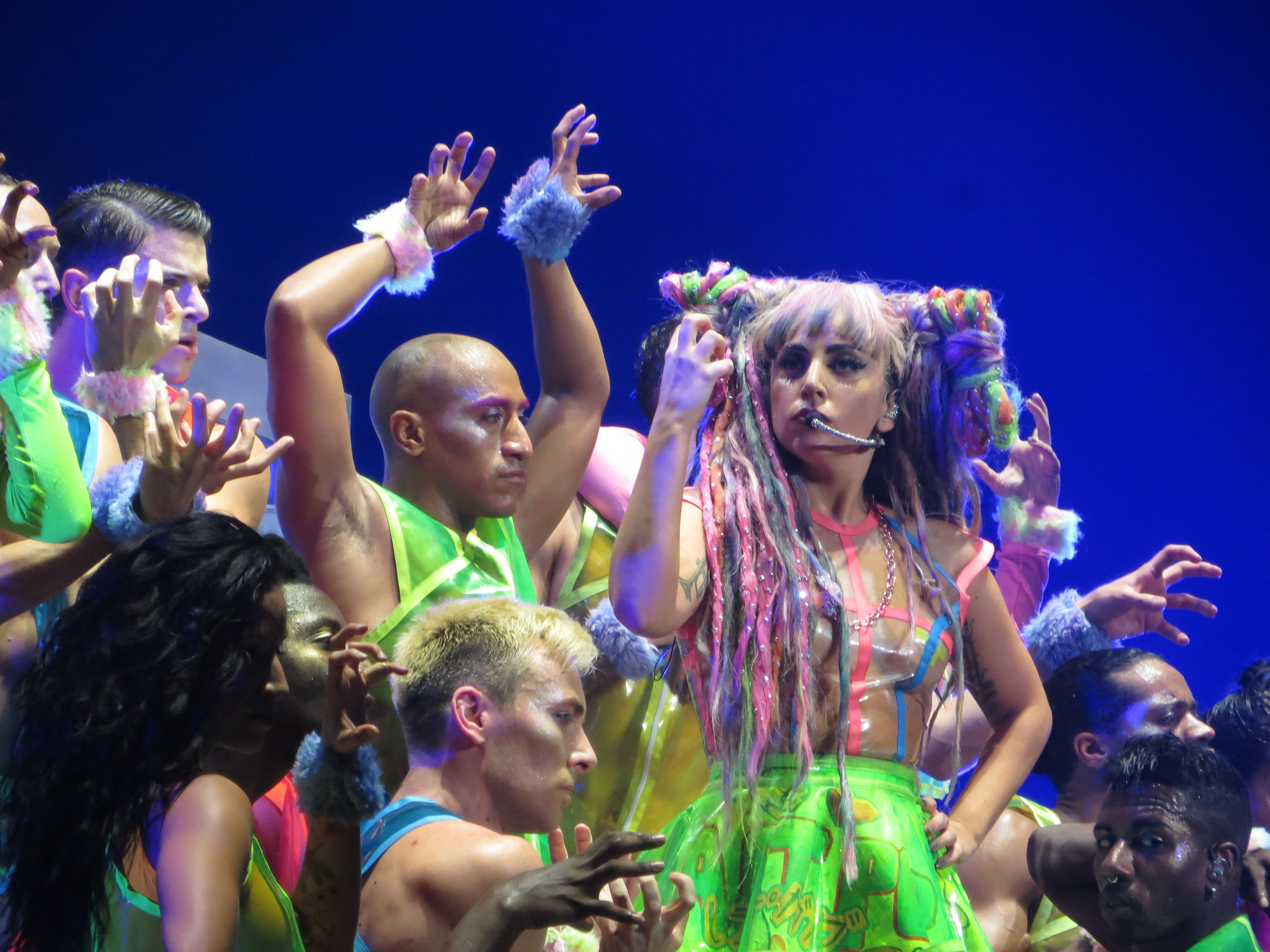
Lady Gaga chantant la chanson dans sa quatrième tournée mondiale, The Artpop Ball.

Plus récemment, Lady Gaga a encore interprété la chanson durant sa tournée ArtRave:The Artpop Ball. Après un changement de costume sur scène. Une voix annonce la chanson et on voit Lady Gaga dans un costume rappelant le thème de la Rave et la culture japonaise.

## Reprises

Gaga en mai 2011 interprétant Bad Romance sur le plateau de Good Morning America dans le cadre des Summer Concert Series.

Le 18 novembre 2009, une vidéo ajoutée sur la plate-forme YouTube montre Gia Farrell interprétant une version acoustique du morceau. Quelque temps après, le 14 mars 2010, Marco Hietala de Nightwish reprend à son tour la chanson dans l’émission Kuorosata. Le 28 mars 2010, Hayley Williams, la chanteuse principale du groupe américain Paramore publie une version au piano du morceau via son Twitter. Elle se considère plus tard comme « Lady Haha », ajoutant qu’elle n’est pas fière de sa voix,. Le 29 mars 2010, le groupe rock Thirty Seconds to Mars interprète le morceau pour la station anglaise BBC Radio 1’s Live Lounge,. En 2010, la chanson est également repris par le groupe allemand de rockabilly The Baseballs. En 2011, le groupe américain de rock Halestorm sort un EP qui contient une reprise de Bad Romance.
La chorale fictive Glee interprète également le morceau dans le cadre d’un épisode en hommage à Lady Gaga nommé Theatricality, qui peut se traduire par Théâtralité. Cette dernière version s’est vendue à 48 000 exemplaires numériques selon Nielsen Soudscan, et, de ce fait, est entrée dans le Billboard Hot 100 à la 54e position, avant d'en sortir la semaine suivante. Evil Adam, quant à lui, reprend la chanson en la singeant et ouvre sa version au téléchargement légal afin que les gens puissent se la procurer. La chanteuse américaine Lissie publie une reprise de la piste sur YouTube. Sa version de Bad Romance est saluée par le réalisateur David Lynch en plus d’être incluse par David Malitz du Washington Post dans la liste des « titres à télécharger »,.
À noter également, une version celtique interprétée par le groupe Kilt Brothers en 2014 circule sur "You Tube". Dans le film Love, Simon, lors de la scène du match, l'orchestre du lycée interprète la chanson.
La youtubeuse Hildegard von Blingin' a fait une reprise de la chanson en version bardcore en 2020.

## Liste des pistes
| - Téléchargement digital 1. Bad Romance – 4:54 - Téléchargement digital - Maxi 1. Bad Romance – 4:54 2. Bad Romance (Hercules & Love Affair Remix) – 5:11 3. Bad Romance (Chew Fu Remix) – 7:13 4. Bad Romance (Starsmith Remix) – 4:55 5. Bad Romance (Music Video) – 5:14 - CD single promotionnel 1. Bad Romance (Short Radio Edit) – 4:00 2. Bad Romance (Radio Edit) – 4:22 3. Bad Romance (Main) – 4:54 - CD single en Europe 1. Bad Romance (Radio Edit) – 4:24 2. Bad Romance (Main) – 4:54 - Téléchargement digital en Allemagne - Remix 1. Bad Romance (Radio Edit) – 4:21 2. Bad Romance (Chew Fu Remix) – 7:13 3. Bad Romance (Starsmith Remix) – 4:55 4. Bad Romance (Grum Remix) – 4:50 5. Bad Romance (Bimbo Jones Radio Remix) – 3:58 6. Bad Romance (Hercules & Love Affair Remix) – 5:11 7. Bad Romance (Hercules & Love Affair Dub Remix) – 5:11 8. Bad Romance (Music Video) – 5:14 - CD single en France 1. Bad Romance (Radio Edit) – 4:21 2. Bad Romance (Bimbo Jones Radio Remix) – 3:58 3. Bad Romance (Chew Fu Remix) – 7:13 | - CD single au Royaume-Uni 1. Bad Romance (Radio Edit) – 4:22 2. Just Dance (Deewaan Mix ft. Ashking, WeDis, Lush, Young Thoro) - 4:16 - EP aux États-Unis - Remix, 1. Bad Romance (Chew Fu H1N1 Fix) - 7:13 2. Bad Romance (Kaskade Remix) - 4:20 3. Bad Romance (Bimbo Jones Radio Remix) - 3:58 4. Bad Romance (Skrillex Remix) - 4:23 - EP aux États-Unis - Remix Part 2 1. Bad Romance (Grum Remix) - 4:50 2. Bad Romance (Richard Vission Remix) - 5:22 3. Bad Romance (Hercules & Love Affair Remix) - 5:12 4. Bad Romance (Hercules & Love Affair Dub Remix) - 5:12 5. Bad Romance (DJ Dan Remix) - 3:44 - Maxi CD single aux États-Unis - Remix 1. Bad Romance (Chew Fu H1N1 Fix) - 7:13 2. Bad Romance (Kaskade Remix) - 4:20 3. Bad Romance (Bimbo Jones Remix) – 3:58 4. Bad Romance (Skrillex Remix) - 4:23 5. Bad Romance (Grum Remix) - 4:51 6. Bad Romance (Richard Vission Remix) - 5:23 7. Bad Romance (Hercules & Love Affair Remix) - 5:12 |

## Crédits
- Lady Gaga - Écriture, coproduction, arrangement vocal, chœurs, chant
- RedOne - Écriture, production, programmation instrumentale, arrangement vocal, modification vocale, enregistrement, ingénierie audio, chœurs
- Johnny Severin - Édition vocale
- Dave Russel - Ingénierie audio
- Eelco Bakker - Ingénierie audio
- Mark Stent - Mixage

Crédits extraits des lignes de notes de l'album The Fame Monster, Interscope Records.

## Classements et certifications
| Classement (2009-2010)                  | Meilleure position |
| --------------------------------------- | ------------------ |
| Allemagne (Media Control AG)            | 1                  |
| Australie (ARIA)                        | 2                  |
| Autriche (Ö3 Austria Top 40)            | 1                  |
| Belgique (Flandre Ultratop 50 Airplay)  | 4                  |
| Belgique (Flandre Ultratop 50 Singles)  | 2                  |
| Belgique (Wallonie Ultratop 50 Airplay) | 5                  |
| Belgique (Wallonie Ultratop 50 Singles) | 4                  |
| Canada (Hot 100)                        | 1                  |
| Danemark (Tracklisten)                  | 1                  |
| Espagne (PROMUSICAE)                    | 1                  |
| États-Unis (Hot 100)                    | 2                  |
| États-Unis (Adult Contemporary)         | 20                 |
| États-Unis (Adult Pop Songs)            | 7                  |
| États-Unis (Dance Club Songs)           | 1                  |
| États-Unis (Hot Latin Songs)            | 15                 |
| États-Unis (Pop Airplay)                | 1                  |
| Europe (Hot 100)                        | 1                  |
| Finlande (Suomen virallinen lista)      | 1                  |
| France (SNEP)                           | 1                  |
| Hongrie (Rádiós Top 40)                 | 2                  |
| Irlande (IRMA)                          | 1                  |
| Italie (FIMI)                           | 1                  |
| Japon (Hot 100)                         | 9                  |
| Norvège (VG-lista)                      | 1                  |
| Nouvelle-Zélande (RMNZ)                 | 2                  |
| Pays-Bas (Nederlandse Top 40)           | 3                  |
| Tchéquie (IFPI Rádio)                   | 1                  |
| Royaume-Uni (UK Singles Chart)          | 1                  |
| Slovaquie (IFPI Rádio)                  | 1                  |
| Suède (Sverigetopplistan)               | 1                  |
| Suisse (Schweizer Hitparade)            | 2                  |

| Classement (2009)   | Position |
| ------------------- | -------- |
| Australie           | 31       |
| Belgique (Flandre)  | 86       |
| Danemark            | 42       |
| Irlande             | 10       |
| Italie              | 4        |
| Nouvelle-Zélande    | 29       |
| Royaume-Uni         | 17       |
| Suède               | 12       |
| Classement (2010)   | Position |
| Allemagne           | 17       |
| Australie           | 26       |
| Autriche            | 9        |
| Belgique (Flandre)  | 31       |
| Belgique (Wallonie) | 10       |
| Canada              | 3        |
| États-Unis          | 8        |
| Europe              | 1        |
| Japon               | 26       |
| Pays-Bas            | 57       |
| Royaume-Uni         | 26       |
| Suisse              | 13       |

| Pays               | Certification           |
| ------------------ | ----------------------- |
| Allemagne          | Platine                 |
| Australie          | 3 × Platine             |
| Belgique           | Or                      |
| Canada             | 7 × Platine             |
| Danemark           | Platine                 |
| États-Unis         | Diamant ou 11 × Platine |
| Italie             | 2 × Platine             |
| République tchèque | Platine                 |
| Royaume-Uni        | Or                      |
| Suède              | Platine                 |
| Suisse             | Or                      |

## Historique de sortie
| Pays        | Date             | Format                                         |
| ----------- | ---------------- | ---------------------------------------------- |
| France      | 23 octobre 2009  | Téléchargement digital                         |
| Royaume-Uni | 25 octobre 2009  | Téléchargement digital                         |
| États-Unis  | 26 octobre 2009  | Téléchargement digital                         |
| Royaume-Uni | 23 novembre 2009 | CD single                                      |
| Australie   | 27 novembre 2009 | CD single                                      |
| Allemagne   | 27 novembre 2009 | CD single                                      |
| États-Unis  | 22 décembre 2009 | Maxi remixes - Téléchargement numérique        |
| États-Unis  | 12 janvier 2010, | Maxi remixes - CD single                       |
| France      | 18 janvier 2010  | CD single                                      |
| États-Unis  | 9 février 2010   | Maxi remixes partie 2 - Téléchargement digital |